# نرم‌افزار متن‌باز

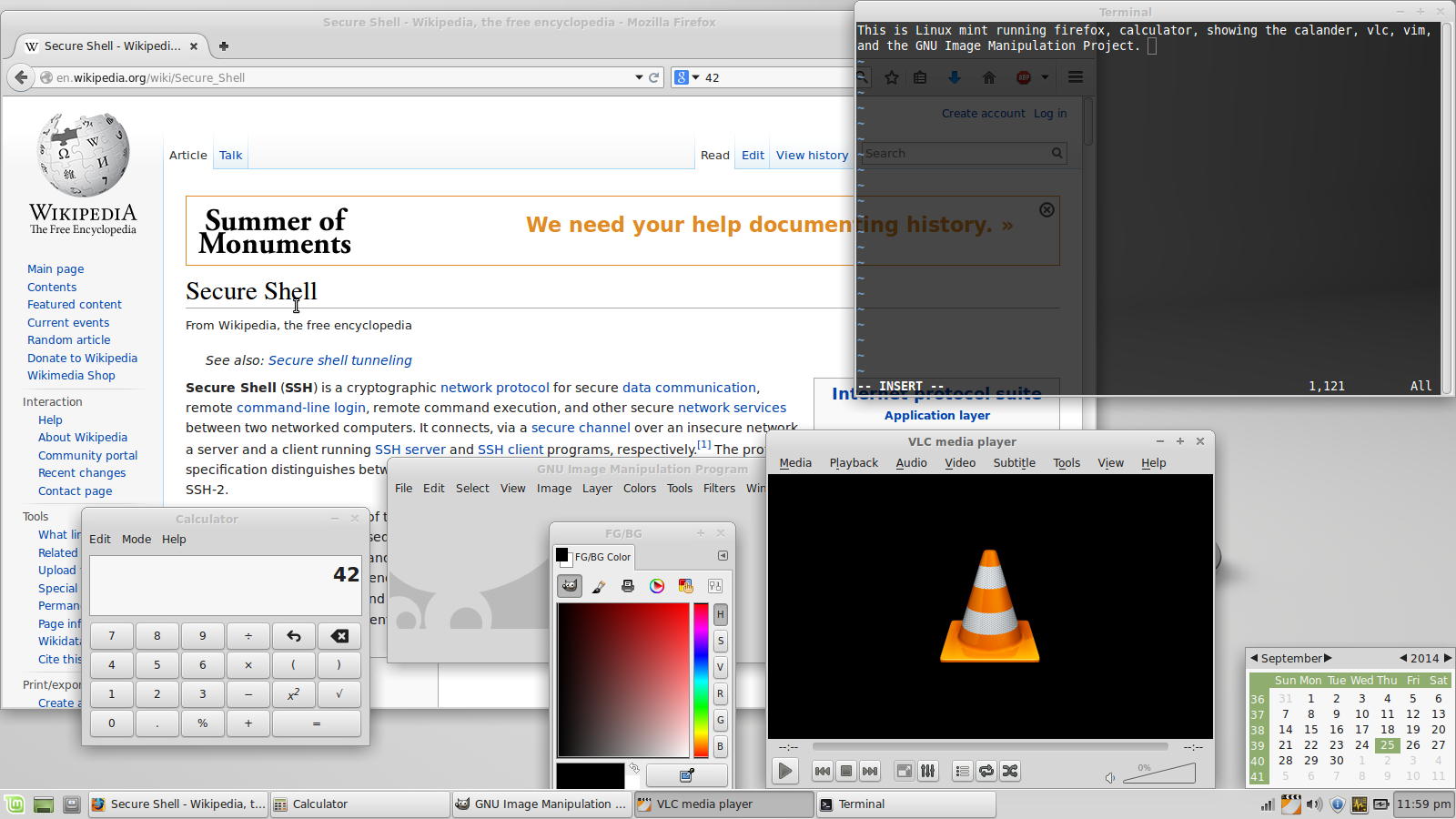
تصویری از سیستم عامل متن باز لینوکس مینت، پنجره‌های باز نمونه نرم‌افزارهایی که مجوز متن بازدارند یا آزاد مثل مرورگر فایرفاکس، ویرایش عکس Gimp، پخش‌کنندهٔ رسانه VLC، متن‌نویسی ویم

نرم‌افزار متن‌باز (به انگلیسی: Open-source software (OSS)) یا نرم‌افزار منبع‌باز به نرم‌افزاری می‌گویند که تحت مجوزی منتشر می‌شود که در آن دارندهٔ حق تکثیر، حق استفاده، مطالعه، تغییر و توزیع نرم‌افزار و کد منبع آن را به هر کسی و برای هر هدفی اعطا می‌کند. نرم‌افزارهای متن‌باز ممکن است به صورت مشارکتی و عمومی توسعه یابند. نرم‌افزار متن‌باز نمونه برجسته ای از هم کاری باز است، به این معنی که هر کاربر توانمند می‌تواند به صورت آنلاین در توسعه مشارکت کند و تعداد مشارکت کنندگان احتمالی را نامحدود کند. توانایی بررسی کد اعتماد عمومی به نرم‌افزار را تسهیل می‌کند.
برخی پیشگامان متن‌باز با این که نرم‌افزارهای متن‌باز الزاماً آزاد هستند هم موافق نیستند و معتقدند نرم‌افزارهای آزاد زیرمجموعه‌ای از نرم‌افزارهای متن‌باز هستند و اگر نرم‌افزاری متن‌باز باشد اما آزاد نباشد کاربران حق ویرایش، تغییر و حتی بهبود آن بدون داشتن مجوز را ندارند. 

## مشخصات متن‌باز
متن‌باز فقط دسترسی به کد نرم‌افزار نیست.
نرم‌افزارهای متن‌باز باید دارای ۱۰ تعریف زیر باشند:

### ۱. توزیع مجدد آزاد (نسخه اصلی و نه نسخه تغیر داده شده توسط کاربر)
نرم‌افزار باید بدون نیاز به حق امتیاز یا هر گونه پرداختی برای فروش، امکان توزیع به صورت آزاد را داشته باشد.

### ۲. کد منبع
کد نرم‌افزار باید شامل نرم‌افزار باشد و اجازه توزیع کد نرم‌افزار داده بشود (برای مثال از یک صفحه وب قابل دانلود باشد).

### ۳. کار مشتق‌شده
اعمال تغییرات و کارهای بعدی روی نرم‌افزار امکان‌پذیر باشد و این نرم‌افزار جدید را بتوان تحت همان شرایط نرم‌افزار اولیه و اصلی تکثیر کرد.

### ۴. نگهداری تمامیت کد منبع نویسنده اصلی نرم‌افزار
مجوز نرم‌افزار ممکن است اجازه تغییر در اصل متن برنامه را به کاربران ندهد و تنها اجازهٔ افزودن وصله‌های نرم‌افزاری و کامپایل مجدد برنامه را بدهد. در این شرایط توسعه دهندگان تنها می‌توانند توزیع‌هایی به کمک وصله‌های نرم‌افزاری خود ایجاد نمایند. مجوز نرم‌افزاری می‌باید صراحتاً ایجاد توزیع تازه با تغییر مجدد در کد اصلی را محدود نماید. نرم‌افزار توزیع شده تحت این مجوز می‌باید حتماً نام نسخه‌ای تازه را داشته باشد.

### ۵. بین افراد و گروه‌ها تبعیضی گذاشته نشود
اجازه‌نامه نباید بین افراد یا گروه‌ها تبعیضی بگذارد.

### ۶. هیچ تبعیضی در نوع استفاده از نرم‌افزار وجود نداشته باشد
هیچ گونه تبعیض و تمایزی بین هر فعالیتی که در راستای نرم‌افزار انجام می‌گیرد، وجود نداشته باشد. برای مثال نرم‌افزاری نباید بین استفادهٔ تجاری یا تحقیقاتی تبعیض قائل شود.

### ۷. توزیع اجازه‌نامه
مجوز باید به هرکسی که یک کپی از نرم‌افزار را دریافت می‌کند نیز اختصاص یابد، بدون این‌که آن‌ها نیاز به توافق و هماهنگی با اجازه‌نامهٔ دیگری داشته باشند.

### ۸. اجازه‌نامه نباید مخصوص یک محصول باشد
حقوق داده شده در مجوز یک نرم‌افزار نباید وابسته به این باشد که بخشی از بسته بزرگتری است. در صورتی که نرم‌افزار از محصول دریافت شده نیز جدا شود، باید همان حقوق را در استفاده، توزیع و ویرایش، به دریافت کننده نرم‌افزار را اعطا کند. تمام کسانی که آن نرم‌افزار را، که قبلاً به عنوان بخشی از محصول بزرگتری بوده است، دریافت یا توزیع مجدد می‌کنند باید تمامی حقوق را مانند محصول اصلی داشته باشند.

### ۹. اجازه‌نامه نباید نرم‌افزارهای دیگر را محدود کند
شرایط تعریف شده در مجوز نباید توزیع نرم‌افزار را درکنار نرم‌افزارها با مجوزهای دیگر محدود کند. برای نمونه نمی‌تواند تعیین کند که تمامی نرم‌افزارهای ارائه شده در لوح فشرده ارائه شده باید متن باز باشند.

### ۱۰. اجازه‌نامه باید از نظر تکنولوژی بی‌طرف باشد
اجازه‌نامه نباید مختص یک تکنولوژی خاص باشد.

## در ایران
مرکز ملی توسعه و به‌کارگیری نرم‌افزارهای بومی و آزاد /متن باز ایران  (متنام) روز چهارشنبه مورخ ۲۲ خرداد ۱۳۹۲ در ساختمان دوم سازمان فناوری اطلاعات ایران افتتاح شد.